# Sprinter (počítač)
Sprinter (také nazýván ZX-Sprinter) je mikropočítač vyráběný ruskou společností Peters Plus, Ltd. Je to poslední model ZX Spectra vyráběný v továrně. Je postaven s použitím tzv. "Flex" architektury. Používá PLD společnosti Altera, které umožňuje počítači reprogramovat se pro dosažení kompatibility s některými modely spekter či svých vlastních nativních módů. Díky přítomnosti rozhraní IDE lze připojit pevný disk, či optickou mechaniku, paměť lze rozšířit pomocí SIMM modulů, pomocí ISA slotů lze nainstalovat přídavné karty.
Návrh počítače je srovnatelný s reprogramovatelným počítačem C-One Jeri Ellsworthové. V jednom z vlastních módů používá operační systém Estex. Estex ovšem neumí formátovat média, neumí přesměrování výstupu příkazů a není z něj možné ovládat mechaniku CD-ROM, kterou je k počítači také možné připojit.
Počítač měl být kompatibilní také s počítači platformy MSX.

## Technické informace[3]
- procesor: Z84C15, taktovací frekvence 21 MHz nebo 3,5 MHz
- paměť RAM: 4 MiB (až 64 MiB)
- paměť ROM: 256 KiB,
- zvuk: AY-3-8912, Covox,
- grafické režimy: jako ZX Spectrum, textový režim 80 x 32 znaků, grafický režim 320 x 256 (256 barev), grafický režim 640 x 256 (16 barev)
- myš: MS Mouse

### Používané porty
| desítkově                        | šestnáctkově                | význam |
| 254                              | FE                          | jako ZX Spectrum, navíc 7. bit při čtení slouží k monitorování činnosti Covoxu v režimu se zapnutým hudebním bufferem                     |
| 32765                            | 7FFD                        | stránkování paměti (stejné jako ZX Spectrum 128 a Scorpion ZS-256)                                                                        |
| 8189                             | 1FFD                        | stránkování paměti (jako Scorpion ZS-256, použity pouze bity týkající se stránkování paměti)                                              |
| 31, 15                           | 1F, 0F                      | Kempston joystick |
| 60, 124                          | 3C, 7C                      | systémové porty |
| 47149                            | BFFD                        | data hudebního čipu AY |
| 65533                            | FFFD                        | výběr datového registru hudebního čipu AY                                                                                                 |
| 251, 79                          | FB, 4F                      | Covox |
| 128                              | 80                          | zapnutí hudebního bufferu Covoxu (na port není nutné posílat specifickou hodnotu, stačí provést zápis)                                    |
| 0                                | 00                          | vypnutí hudebního bufferu Covoxu (na port není nutné posílat specifickou hodnotu, stačí provést zápis)                                    |
| 130                              | 82                          | nastavení stránky, která se připojuje místo ROM od adresy 0                                                                               |
| 162                              | A2                          | nastavení stránky od adresy 16384 do 32767                                                                                                |
| 194                              | C2                          | nastavení stránky od adresy 32768 do 49151                                                                                                |
| 226                              | E2                          | nastavení stránky od adresy 49152 do 65535 (pomocí tohoto portu je možné změnit kteroukoliv z 16 stránek Scorpioňáckého rozdělení paměti) |
| 137                              | 89                          | nastavení videoram |
| 201                              | C9                          | režim obrazovky |
| 16 - 31, 238, 239, 240, 241, 244 | 10 - 1F, EE, EF, F0, F1, F4 | interní porty procesoru |
| 80, 85                           | xx50, xx55                  | porty ovládání pevného disku (konkrétní použití je určeno vyšším bajtem šestnáctibitové adresy)                                           |
| 31, 63, 95, 127, 255             | 1F, 3F, 5F, 7F, FF          | disketový řadič Beta Disk |
| 189                              | 0BD                         | přepínání diskety 720 KiB/1,44 MiB |
| 49085                            | BFBD                        | zápis dat do CMOS |
| 57277                            | DFBD                        | adresa dat ve CMOS |
| 65469                            | FFBD                        | čtení dat ze CMOS |